# Ribadesella

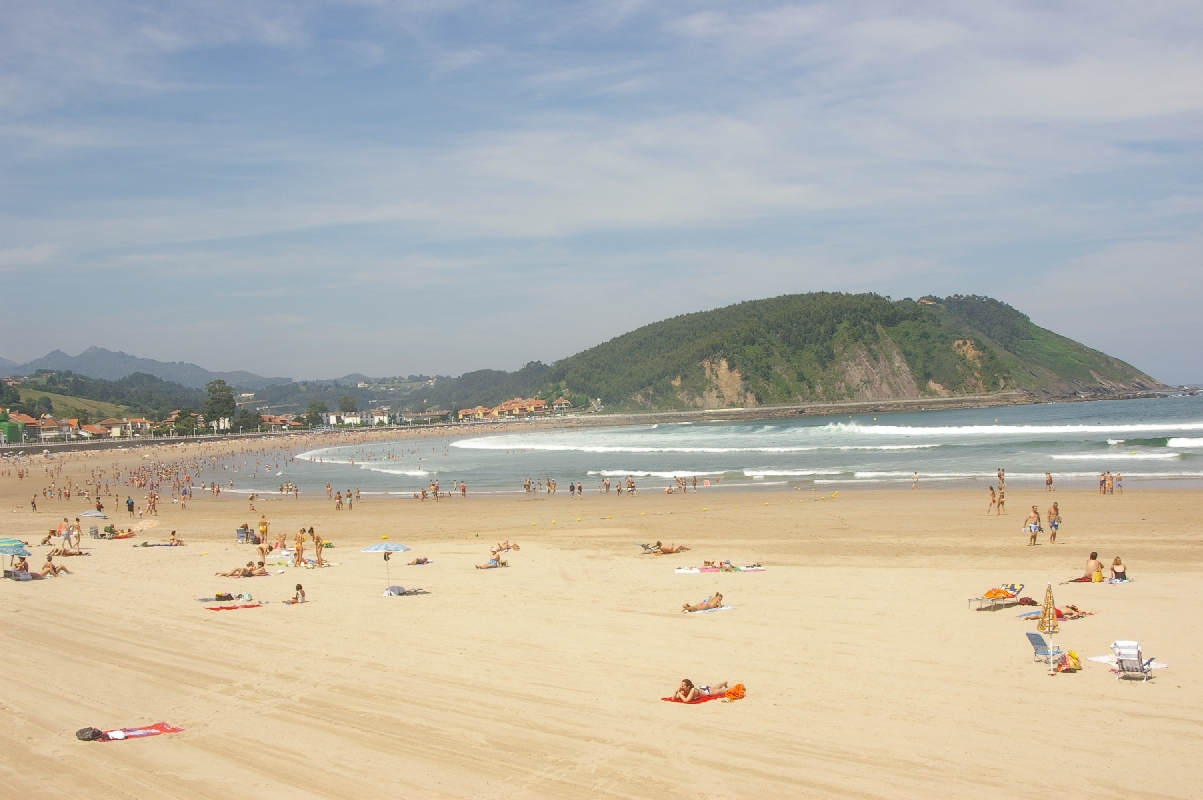
Strand von Ribadesella

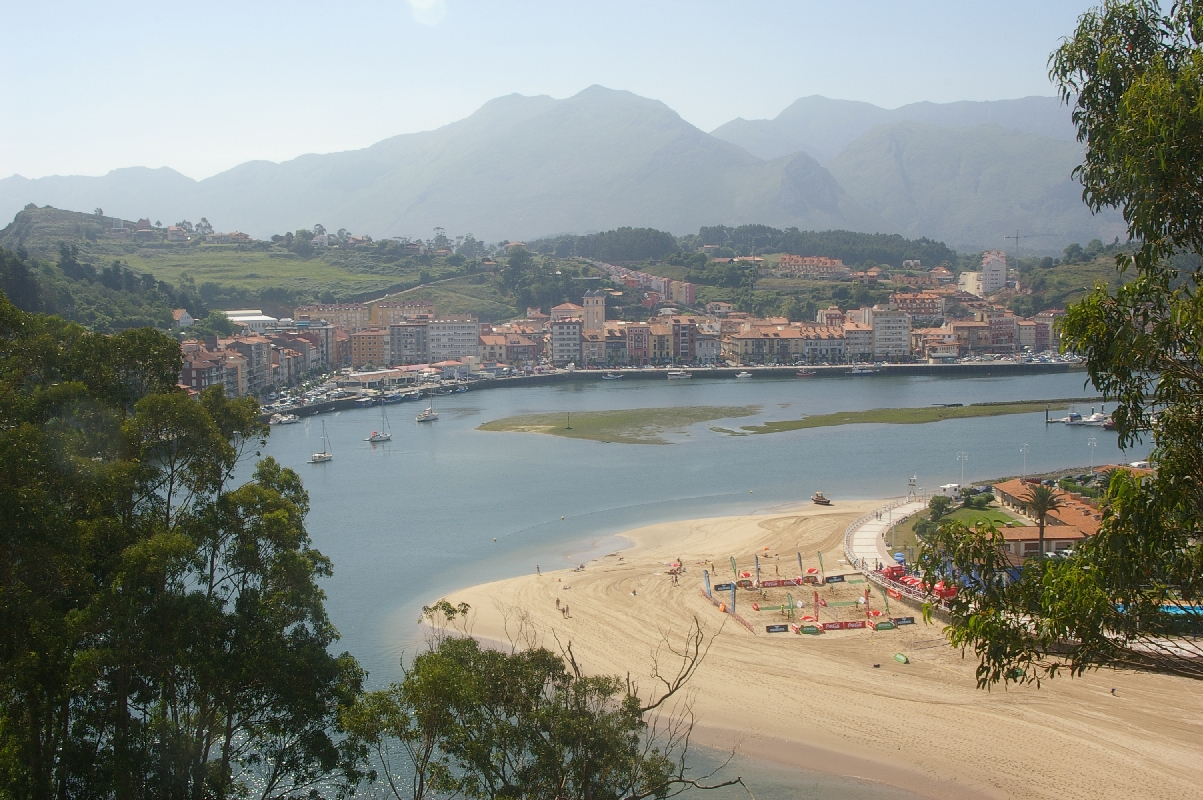
Hafen von Ribadesella

Ribadesella ist eine spanische Gemeinde und auch eine Stadt in der Autonomen Gemeinschaft Asturien an der Mündung des Flusses Sella (span. Rio Sella – daher auch der Name).

## Geographie
Die Stadt mit 5.552 Einwohnern (Stand: 2024) liegt auf 1 – 42 m über NN am kantabrischen Meer auf einer Grundfläche von 84,37 km² an der Küstenlandschaft Costa Verde. Die nächsten Großstädte Gijón, Oviedo und Santander sind 60, 80 und 115 km entfernt. Der Pico Mofrecho (897 m) stellt die höchste Erhebung der Gemeinde dar.
Ribadesella ist eine Station am Jakobsweg, genauer des Camino del Norte.

## Klima
Das Klima ist entsprechend dem Küstenbereich maritim und feucht mit angenehm milden Sommern und ebenfalls milden Wintern.
Durch die Picos de Europa im Hinterland ist im Frühling und im Herbst mit Nebel zu rechnen.

## Naturerlebnisse
Der Küstenabschnitt zwischen Ribadesella und Gijón wird auch als „Dinosaurierküste“ (Costa del Dino) bezeichnet. Beeindruckende Knochenfunde und Versteinerungen aus der Zeit der Dinosaurier vor 150 bis 200 Millionen Jahren. Abwechslungsreiche Flora und Fauna prägen diese Stadt und ihr Umland speziell im Nationalpark und Biosphärenreservat Picos de Europa.

## Sehenswürdigkeiten
- Alter Fischerhafen
- Altstadt mit zahlreichen Fischerhäusern, Handelshäusern und Palästen
- Tropfsteinhöhle von Tito Bustillo

## Am Jakobsweg
Ribadesella ist eine Station am neuen, nicht originalen Jakobsweg, dem Camino de la Costa. Es gibt hier die Pilgerherberge Albergue de Peregrinos «San Esteban de Leces», die über 24 Plätze verfügt.

## Parroquias
- Berbes
- Collera
- Junco
- Leces
- Linares
- Moro
- Ribadesella
- Santianes
- Ucio

## Veranstaltungen
Jedes Jahr am ersten Sonnabend im August findet der Descenso del Sella statt, ein internationales Kanu-Rennen vom 20 km entfernten Arriondas flussabwärts auf der Sella bis nach Ribadesella. Ziel ist die zentrale Brücke über die Sella in der Stadt. Dort wird anschließend anlässlich des Rennens die Fiesta de las Piraguas gefeiert.

## Wirtschaft
| Ackerbau, Viehzucht und Fischerei                                                                              | 153   | 6,75  |
| Industrie | 220   | 9,71  |
| Bauwirtschaft                                                                                                  | 417   | 18,41 |
| Dienstleistungsbetriebe                                                                                        | 1.475 | 65,12 |
| * Daten aus dem Statistischen Amt für Wirtschaftliche Entwicklung in Asturien, Stand 2009 (PDF; 108 kB), SADEI |       |       |

## Politik
Die 13 Sitze des Gemeinderates verteilen sich wie folgt:
| Historische Entwicklung im Gemeinderat von Ribadesella | Historische Entwicklung im Gemeinderat von Ribadesella | Historische Entwicklung im Gemeinderat von Ribadesella | Historische Entwicklung im Gemeinderat von Ribadesella | Historische Entwicklung im Gemeinderat von Ribadesella | Historische Entwicklung im Gemeinderat von Ribadesella | Historische Entwicklung im Gemeinderat von Ribadesella | Historische Entwicklung im Gemeinderat von Ribadesella | Historische Entwicklung im Gemeinderat von Ribadesella | Historische Entwicklung im Gemeinderat von Ribadesella | Historische Entwicklung im Gemeinderat von Ribadesella |
| Partei                                                 | 1979                                                   | 1983                                                   | 1987                                                   | 1991                                                   | 1995                                                   | 1999                                                   | 2003                                                   | 2007                                                   | 2011                                                   | 2015                                                   |
| ------------------------------------------------------ | ------------------------------------------------------ | ------------------------------------------------------ | ------------------------------------------------------ | ------------------------------------------------------ | ------------------------------------------------------ | ------------------------------------------------------ | ------------------------------------------------------ | ------------------------------------------------------ | ------------------------------------------------------ | ------------------------------------------------------ |
| FAC                                                    |                                                        |                                                        |                                                        |                                                        |                                                        |                                                        |                                                        |                                                        | 5                                                      | 7                                                      |
| PSOE                                                   | 4                                                      | 7                                                      | 6                                                      | 3                                                      | 5                                                      | 5                                                      | 5                                                      | 4                                                      | 4                                                      | 2                                                      |
| PCE / IU-BA                                            | 3                                                      | 1                                                      | 2                                                      | 1                                                      | 1                                                      | 1                                                      | 1                                                      | 3                                                      | 2                                                      |                                                        |
| CD / AP / PP                                           |                                                        | 3                                                      | 3                                                      | 3                                                      | 5                                                      | 2                                                      | 7                                                      | 6                                                      | 2                                                      | 2                                                      |
| UCD / CDS                                              | 6                                                      | 1                                                      | 2                                                      |                                                        |                                                        |                                                        |                                                        |                                                        |                                                        |                                                        |
| GSI                                                    |                                                        |                                                        |                                                        | 6                                                      | 2                                                      |                                                        |                                                        |                                                        |                                                        |                                                        |
| URAS                                                   |                                                        |                                                        |                                                        |                                                        |                                                        | 5                                                      |                                                        |                                                        |                                                        |                                                        |
| Parteilose                                             |                                                        | 1                                                      |                                                        |                                                        |                                                        |                                                        |                                                        |                                                        |                                                        |                                                        |
| Pueblu                                                 |                                                        |                                                        |                                                        |                                                        |                                                        |                                                        |                                                        |                                                        |                                                        | 2                                                      |
| Total                                                  | 13                                                     | 13                                                     | 13                                                     | 13                                                     | 13                                                     | 13                                                     | 13                                                     | 13                                                     | 13                                                     | 13                                                     |

## Bevölkerungsentwicklung
| Entwicklung der Bevölkerung von Ribadesella        |
| -------------------------------------------------- |
|                                                    |
| Quelle: INE – grafische Aufarbeitung für Wikipedia |